# John Leslie (Maler)

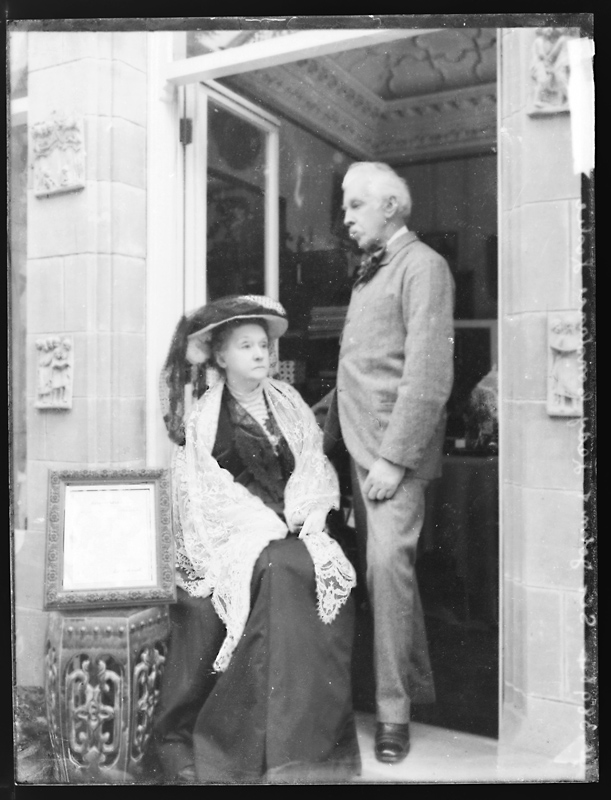
Sir John Leslie und seine Gemahlin, Lady Constance, in Castle Leslie, Aufnahme aus dem Jahr 1906

Sir John Leslie, 1. Baronet (* 16. Dezember 1822 in Glaslough, County Monaghan; † 23. Januar 1916 in London-Kensington) war ein britischer Maler der Düsseldorfer Schule und der präraffaelitischen Bewegung, Großgrundbesitzer in Glaslough sowie konservativer Abgeordneter im House of Commons des britischen Parlaments für das County Monaghan von 1871 bis 1880.

## Leben
Leslie, eines von sechs Kindern des protestantischen irischen Colonels und Friedensrichters Charles Powell Leslie (1769–1831) und zweiter Sohn aus dessen zweiter Ehe mit Christiana Fosbery (⚭ 24. Mai 1819; † 1869), war als ein Spross des irischen Zweigs des schottischen Clans Leslie.
1830 wurde er auf die Dedham Grammar School in Dedham geschickt, die im 18. Jahrhundert auch der Maler John Constable besucht hatte. 1834 folgte er seinem älteren Bruder Charles (1821–1871) auf die Harrow School in London. Ab 1839 besuchte er das College Christ Church der University of Oxford. Nach dieser Ausbildung erhielt Leslie eine Zulassung zu einer Offizierslaufbahn beim 1st Regiment of Life Guards der British Army. Im Laufe dieser Militärkarriere, in der er den Rang eines Captain erklomm, war er an den Standorten Regent’s Park, Hyde Park, Windsor (Berkshire) und Farnborough einquartiert.
1847 brach er zu einer Grand Tour durch Europa auf, in deren Verlauf er 1851 in Düsseldorf eintraf. Dort nahm er Privatunterricht bei dem arrivierten Düsseldorfer Porträtmaler und Akademie-Professor Karl Ferdinand Sohn. Von Düsseldorf reiste er nach Italien, wo 1853 sein Familienbild in der römischen Campagna (A Sermon, A Monk Preaching In The Roman Campagna) entstand. Im gleichen Jahr präsentierte er sein Bild Children, They have Nailed Him to the Cross auf einer Ausstellung der Royal Academy of Arts. Danach reiste er wieder nach Düsseldorf und Rom. An weiteren Londoner Ausstellungen nahm er bis 1883 teil. Besonders fühlte er sich vom Kreis der Pre-Raphaelite Brotherhood angezogen. So verkehrte er mit John Everett Millais, Dante Gabriel Rossetti und George Frederic Watts. 
1854 lernte er bei einem Besuch des Waterloo-Veterans Colonel George Dawson-Damer (1788–1856) in Hazelwood (Derbyshire) dessen Tochter kennen, Lady Constance Wilhelmina Frances (1836–1925). Diese war die Schwester des späteren Earl of Portarlington. Am 26. August 1856 heirateten sie in St George’s am Hanover Square zu London. Constance, die über ihre Mutter Mary Georgiana Emma, geborene Seymour († 1848), als eine illegitime Enkelin Georgs IV. aus dessen heimlicher Ehe mit Maria Fitzherbert gilt, gebar fünf Kinder: Sir John Leslie, 2. Baronet (1857–1944, der Vater des Schriftstellers Shane Leslie und Schwiegersohn des US-amerikanischen Geschäftsmanns Leonard Jerome sowie Schwager von Jennie Jerome, der Mutter von Winston Churchill), Mary Leslie (1858–1921), Constance Christina Leslie (1861–1945), Theodosia Leslie (1865–1940) und Olive Louisa Blache Leslie (1872–1945).

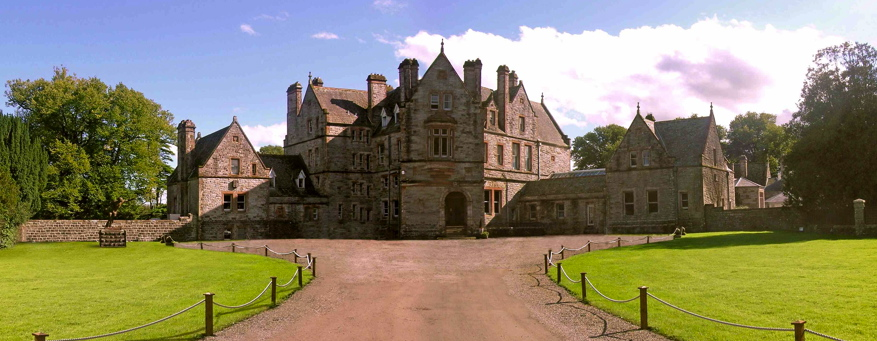
Castle Leslie, Aufnahme aus dem Jahr 2006

Als Leslies unverheirateter Bruder Charles Powell Leslie im Jahr 1871 plötzlich verstarb, nachdem er eine Fischgräte verschluckt hatte, hinterließ dieser ihm nicht nur die Nachfolge im Parlamentssitz für das County Monaghan und ein umfangreiches materielles Erbe, sondern auch Pläne für den Ausbau des Familiensitzes in Glaslough, die er 1870 zusammen mit den Architekten Charles Lanyon (1813–1889) und William Henry Lynn (1829–1915) entwickelt hatte. Gegen den Widerstand seiner Gattin Constance ließ er das Castle Leslie, ein viktorianisches English country house mit Merkmalen des schottischen Boronialstils, unter der planerischen Leitung des Architekturbüros Lanyon, Lynn and Lanyon errichten. Leslie selbst trug zu dessen Vollendung bei, indem er die Wände der langen Galerie mit allegorischen Gemälden verzierte. 1910 verließen Leslie und seine Frau das Haus und zogen zum Manchester Square nach London-Marylebone.
Am 21. Februar 1876 verlieh Königin Victoria ihm den erblichen Adelstitel eines Baronet, of Glaslough in the County of Monaghan.